# Tân Hồng
Tân Hồng là một xã thuộc tỉnh Đồng Tháp, Việt Nam.

## Địa lý
Xã Tân Hồng nằm bên biên giới thuộc phía Bắc tỉnh Đồng Tháp, có vị trí địa lý:
- Phía đông giáp xã Tân Hộ Cơ.
- Phía tây giáp phường Hồng Ngự.
- Phía nam giáp xã An Phước.
- Phía bắc giáp tỉnh Prey Veng, Vương quốc Campuchia.

Xã Tân Hồng có diện tích tự nhiên 102,79 km², dân số năm 2025 là 39.974 người, mật độ dân số đạt 388 người/km².

## Lịch sử
Ngày 16 tháng 6 năm 2025, Ủy ban Thường vụ Quốc hội ban hành Nghị quyết số 1663/NQ-UBTVQH15 về việc sắp xếp các đơn vị hành chính cấp xã của tỉnh Đồng Tháp năm 2025 (nghị quyết có hiệu lực từ ngày 1 tháng 7 năm 2025). Theo đó, hợp nhất các xã: Tân Công Chí, Bình Phú, thị trấn Sa Rài thành xã mới có tên gọi là xã Tân Hồng.